# Lusitanos
Se entiende por lusitanos al colectivo de diversos pueblos prerromanos de origen indoeuropeo, cultural y étnicamente afines, que habitaron el oeste de la península ibérica, en torno al distrito portugués de Castelo Branco y extendiéndose hacia el norte hasta las riberas del río Duero (donde hacían frontera con los galaicos), al este hasta la actual frontera portuguesa con Extremadura, y por el sur hasta el norte del Alto Alentejo. 
Persiste la controversia entre los investigadores a respecto de su celticidad, o si eran un pueblo nativo influido por corrientes centroeuropeas. No parece que sus territorios alcanzasen la costa atlántica, donde fuentes y epigrafía sitúan a los célticos túrdulos. El nombre de su territorio serviría para denominar la provincia romana de Lusitania.

## Origen de los lusitanos
Generalmente se considera que la palabra lusitano procedería de la raíz, presumiblemente celta, Lus o Lusis, y del sufijo gentilicio -tanus, que con las variantes -itanus y -etanus se repite en múltiples lugares del Mediterráneo occidental (gaditanus, malacitanus, ilicitanus, turdetanus, etc). Esto ha llevado a pensar que puede ser un sufijo de origen mediterráneo, e incluso ibérico, o tal vez una latinización del sufijo griego -etes, -ites, -otes: por ejemplo, un habitante de la Massalia griega era un massaliotes, mientras que otro de la Massilia romana era un massilitanus. El por qué un pueblo como el lusitano, que no era de origen íbero, recibió este sufijo, tal vez se debería a analogía, ya que los romanos los conocieron en la misma época en que trabaron contacto con los pueblos íberos, a los que los griegos habían aplicado el sufijo -etes'’.
Su origen es controvertido: unos científicos le asignan un origen celta o "céltico", postulando que habrían llegado a la región en el siglo VI a. C., mientras otros historiadores, arqueólogos y lingüistas le asignan un origen étnico proto-celta,  itálico, o simplemente indoeuropeo. 
Los pocos escritos conservados en lengua lusitana, encontrados en territorio portugués y español, mantienen también la controversia entre historiadores a respecto de si sería una lengua céltica o proto-celta, o bien itálica, o bien simplemente indoeuropea. El origen itálico es sostenido por Francisco Villar, Rosa Pedrero, Joaquín Gorrochategui  y Blanca María Prósper.
Algunos relacionan la cultura lusitana con la llegada de la cultura campaniforme (quizás indoeuropea). Posteriormente, con la llegada de la cultura de los campos de urnas, este sustrato indoeuropeo se vería influido por una cultura ya plenamente céltica, y de esta mezcla, junto a influencias atlánticas y mediterráneas, sería de donde surgió la cultura lusitana.

## Historia

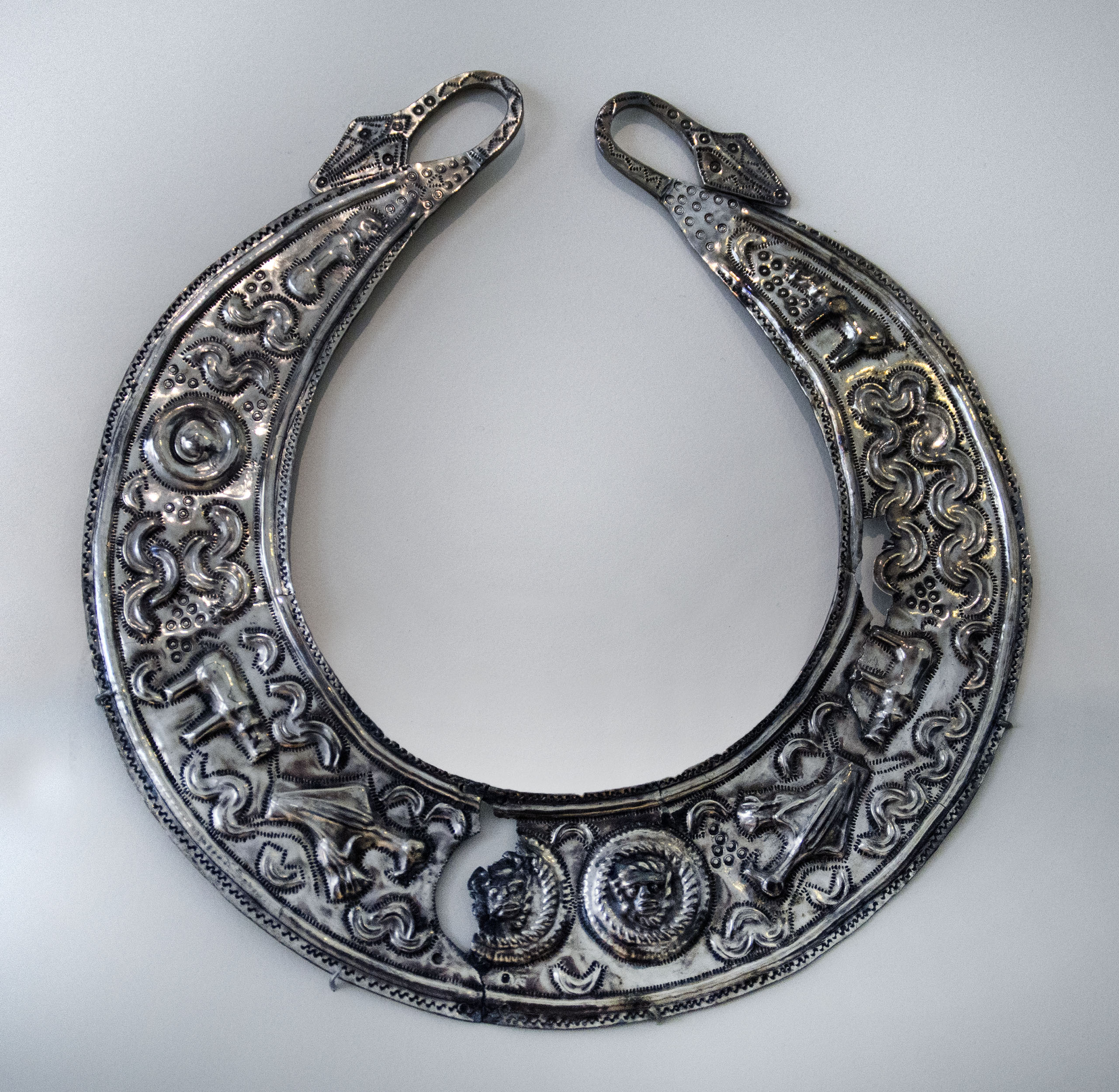
Lúnula lusitana de Chao de Lamas, del siglo II a. C. hallada en Chão de Lamas (Portugal)

Campañas de Viriato contra el Imperio Romano

Entre las numerosas tribus que habitaban la península ibérica cuando llegaron los romanos, se encontraba, en la parte occidental, la de los lusitani, considerada por los romanos como la tribu hispánica más peligrosa y la que más esfuerzo les costó doblegar.
No se sabe con exactitud cuál es su origen. Algunos autores también incluyen en los lusitanos, los galaicos, que por su parte, tenían por vecinos en el oriente a los astures y los celtíberos. Los galaicos aparecen documentados por vez primera formando parte del ejército del caudillo lusitano Viriato como mercenarios de guerra pero los galaicos (castreños) al norte del Duero posteriormente serían administrados por Roma como provincia autónoma en la Gallaecia al margen de la Lusitania y de la Hispania Tarraconense tras ser conquistados por Décimo Junio Bruto el Galaico.
Tito Livio, escritor del siglo I a. C., los menciona incorporados como mercenarios hispanos en el ejército de Aníbal, atravesando los Pirineos camino a Italia después de la destrucción de Sagunto. Participaron en la batalla del Trebia y en escaramuzas posteriores como caballería, generalmente al lado de celtíberos, y ayudaron a la caballería númida de Aníbal en terrenos escabrosos por los que ésta no podía transitar fácilmente. Probablemente formaron parte también de la caballería pesada hispana y gala comandada por Asdrúbal en la batalla de Cannae.
Los lusitanos fueron considerados por los historiadores como hábiles en la lucha de guerrillas, como lo probaron cuando capitaneados por Viriato se libraron del cerco de Cayo Vetilio y lo persiguieron hasta al desfiladero cerca de Ronda, donde desbarataron las tropas romanas. Se dice también que se lavaban al estilo espartano, usando untos de aceite y baños de vapor (lanzando agua sobre piedras calientes) seguidos de un baño frío, y que realizaban solo una comida principal por día.
Practicaban sacrificios humanos, y cuando el sacerdote hería el prisionero en el vientre hacían vaticinios según la manera como la víctima se caía. Sacrificaban no solo prisioneros, sino también caballos y chivos. Practicaban ejercicios de gimnasia como el pugilato y las carreras, simulacros de combates a pie o a caballo; bailaban en danzas que exigían una gran agilidad de miembros para saltar y agacharse, y cada uno tenía solo una mujer. Usaban barcos hechos de cuero encerado, o de un tronco de árbol.
Las luchas de los lusitanos contra los romanos comenzaron el 193 a. C. En el año 150 a. C. el pretor Servio Sulpicio Galba, después de haber infligido a los lusitanos grandes derrotas aceptó la paz con la condición de que entregaran las armas, con lo que después que los vio desarmados los rodeó con todo su ejército y ordenó atacarlos; unos 9000 fueron acuchillados y más de 20 000 prisioneros fueron vendidos como esclavos en las Galias (150 a. C.).
Esto hizo aumentar aún más la revuelta y durante ocho años los romanos sufrieron duras bajas. Esta lucha solo acabó con el asesinato a traición de Viriato por tres compañeros sobornados por el oro romano. Pero la lucha no paró y para intentar acabar con ella Roma mandó a Hispania al cónsul Décimo Junio Bruto, que fortificó Olissipo (Lisboa), estableció la base de operaciones en Meron próximo a Santarém, y marchó hacia el Norte, matando y destruyendo todo lo que encontró hasta la margen del río Limia. Pero ni aun así Roma consiguió la sumisión total y el dominio del norte de la Lusitania solo fue conseguido con la toma de Numancia, en la Celtiberia que apoyaba los castros del Noroeste.
Durante los años 61 a 60 a. C. el propretor Cayo Julio César con un ejército de 20 cohortes (unos 10 000 hombres) y 5000 auxiliares locales sometió definitivamente a los lusitanos.

## Guerra
Los autores griegos y romanos describieron a los lusitanos como hombres belicosos, indómitos y que preferían la muerte antes que la esclavitud o el desarme. Su destreza en la guerra, en particular la de guerrillas, les ganó de parte de Estrabón el apelativo de la tribu más peligrosa de la península ibérica.
Su equipamiento guerrero era ligero, comparado por Tito Livio con los peltastas griegos, ya que vestían poca o ninguna armadura, a fin de permitirles la máxima agilidad. Estrabón informa de que solo algunos usaban cotas de malla y los cascos celtíberos de tres crestas, ya que preferían túnicas de lino endurecido y cascos de cuero, incluyendo grebas cuando combatían a pie. Utilizaban como armas principales la jabalina (soliferrum), la espada celtíbera de doble filo (gladius hispaniensis) y la honda, junto con la lanza de punta de bronce, el puñal y el escudo redondo (caetra). Eran especialmente hábiles empleando la jabalina, llevada en grandes números, y el escudo, con el que aparentemente tenían un estilo propio para protegerse.
Valiéndose de su movilidad y conocimiento del terreno, ejecutaban emboscadas, persecuciones y escaramuzas con habilidad, y lanzaban alaridos y cantos de batalla para atemorizar a sus enemigos. Debido a que su ligereza de armaduras los volvía inefectivos en un combate sostenido, lanzaban ataques relámpago y se retiraban con la misma agilidad.
Su caballería también fue alabada por los romanos, sobre todo por la calidad de sus caballos, los cuales, además de superar en velocidad a los corceles itálicos, eran fuertes, resilientes y bien domados. Sus jinetes tenían experiencia en escalar montañas y recorrer terreno agreste, y a veces descabalgaban para luchar a pie si lo veían necesario, dejando los caballos atados hasta el momento de emprender la huida.

## El bandolerismo lusitano
Las fuentes clásicas describen a los Lusitanos como bandoleros y ladrones que saqueaban a sus vecinos (Apiano, Tito Livio, Diodoro). Sin descartar que, efectivamente, el bandolerismo o cierta actividad de rapiña contra pueblos vecinos más sedentarios, que disponían de recursos agrícolas, pudiese constituir la forma de vida de algunos pequeños grupos de población lusitana, asentada en tierras inhóspitas del entorno montañoso del Sistema Central, un estudio detallado de las fuentes, así como de las circunstancias en que se produjo la conquista de la meseta por parte de la República romana, da que pensar sobre si los calificativos de «bandoleros» y «ladrones» pudieron ser una etiqueta aplicada a gentes que no se sometieron a Roma con facilidad. 
El estereotipo que en la Antigüedad identificaba pastor con bandido lo encontramos aplicado en varias fuentes a Viriato (Tito Livio y Orosio). Una relectura de ese estereotipo lleva a pensar que la verdadera dedicación de muchas gentes lusitanas y vetonas calificadas de bandidos por los romanos era el pastoreo, y más en concreto la ganadería trashumante. Un episodio narrado por Livio (XXXV, 1) sobre una de estas incursiones lusitanas parece albergar una muestra del nomadeo trashumante. 
En 193 a. C., Escipión Nasica atacó a un grupo de lusitanos que volvían a su tierra después de devastar la Hispania Ulterior, según el historiador latino. Pese a una lucha de incierto final, los romanos lograron la victoria gracias a que los lusitanos iban en una larga columna, con gran número de animales que dificultaban sus movimientos. Un repaso meticuloso de las circunstancias de este episodio, así como de otros similares narrados por los historiadores latinos, muestra una similitud muy grande con los movimientos de ganado que corresponderían a una ganadería trashumante. Ese modelo de ganadería, que por otra parte conocemos que estuvo reglada en la península ibérica desde la Edad Media, muy bien pudo ser el verdadero modo de vida de aquellos lusitanos calificados de bandoleros por los romanos.

## Religión
El pueblo lusitano adoptó los cultos celta y romano al tiempo que influyó en dichas culturas con sus propios credos. El dios supremo era Endovélico, dios solar y de la salud, aunque formaba un triunvirato con Ataegina, diosa del renacer y la naturaleza, y Runesocesio, dios de las jabalinas.

Era costumbre entre los lusitanos la celebración de sacrificios animales y humanos en honor a sus dioses, y como tantos otros cultos paganos de la época, los principales designios de su religión eran rogar por la salud y la protección para uno mismo y maldecir a otros.
- Ares: dios de los caballos. Para evitar su confusión con otros dioses homónimos, como el griego o el espartano, es común que sea llamado Ares Lusitani.

- Ataecina (portugués y castellano 'Atégina'): diosa del renacer (primavera), la fertilidad, la naturaleza y la medicina; así como de la luna en Lusitania. Su nombre procede del celta Ate + Gena, cuyo significado es "renacer".
Contando con la cabra como animal sagrado, tenía un culto de devoción invocado cuando alguien precisaba una cura o se deseaba lanzar una plaga (o incluso llevar a la muerte) sobre otra persona.
Era venerada en Lusitania y Bética, con santuarios dedicados en Elvas (Portugal), y Mérida y Cáceres (España), destacando su proximidad con el río Guadiana. Era una de las principales diosas adoradas en Myrtilis (hoy Mértola, Portugal), Pax Julia (Beja, Portugal) y especialmente en Turobriga (Aroche, provincia de Huelva), ésta en el límite meridional de la región denominada Baeturia Celticorum o Beturia Céltica.
Durante el periodo de dominación romana se dio una relación entre esta diosa y Proserpina, hecho que queda revelado en diversas inscripciones que rezan ATAEGINA TURIBRIGENSIS PROSERPINA (Atégina, la Proserpina turibrigense).

- Bandagona: de dominio desconocido, era una diosa de los celtas lusitanos.

- Bormanico: dios de los manantiales de agua caliente.

- Cariocecus: dios de la guerra, equivalente al romano Marte y al griego Ares. Era costumbre entre los lusitanos cortar la mano derecha de los prisioneros y consagrarla a Cariocecus; así como ejecutar sacrificios humanos, durante los cuales el sacerdote practicaría un corte en el estómago de la víctima para realizar predicciones sobre el futuro mediante el aspecto de las vísceras, así como observando el modo en que el cadáver caía al suelo tras el sacrificio. El griego Estrabón confirma que ofrecían una cabra, prisioneros y caballos.

- Duberdicus: dios de las fuentes y el agua.

- Navia: diosa de los ríos y el agua.

- Runesocesius: dios de las jabalinas, poseedor de una naturaleza misteriosa y un carácter de índole marcial.

- Sucellus o Sucellos: dios celta de la agricultura, los bosques y las bebidas alcohólicas; esposo de Nantosuelta.
Por lo general es representado como un hombre barbudo de mediana edad que sostiene un martillo de mango largo, aunque tal vez se trate de un tonel de cerveza anclado a un palo. Si es representado junto a su esposa, los acompañan diversos símbolos asociados a la prosperidad y a lo doméstico.

Se han hallado once inscripciones que mencionan a Sucellus, siendo asimilado al dios Silvano en la que se encontró en Augusta Rauricorum (actual Augst):
In honor(em) /
d(omus) d(ivinae) deo Su/
cello Silv(ano) /
Spart(us) l(ocus) d(atus) d(ecreto) d(ecurionum)
(En honor de la casa divina, al dios Sucelo-Silvano Esparto fue cedido por decreto de los decuriones)

Su nombre procede del gaélico -cellos ('aquel que golpea'), derivado de *-kel-do-s; de donde también procede la palabra latina per-cellere ('abatir a golpes'), la griega klao ('romper') y la lituana kálti ('forjar'). Añadiendo el prefijo su-, que significa 'bueno' o 'bien', su significado vendría a ser 'el que bien golpea', un nombre muy apropiado para un dios armado con un martillo.
- Tongoenabiagus: dios de la fuente de las promesas.

- Trebaruna: diosa del hogar, las batallas y la muerte.

- Turiacus: dios del poder ente la tribu de los grovos.
De nombre latín TVRIACVS, la raíz "tur" (de "tor") sugiere el significado de "rey" o "señor".

### El dragón lusitano
Representado como un dragón verde con cola serpentina, el dragón lusitano era una criatura marina tan común en la iconografía portuguesa como lo serían en Francia el águila napoleónica, o el león entre los emblemas ingleses. Parece ser que este símbolo era portado por los lusitanos, quedando como legado en la simbología portuguesa.
Si bien no es seguro que se haya empleado nunca para decorar las velas de ningún barco, a pesar de que el dragón fue un monstruo muy popular en la mitología portuguesa durante la Era de las Exploraciones, sí que sirvió para adornar numerosos mapas (acompañando la leyenda hic sunt Dragones, aquí están los dragones) y relatos épicos. Al cabo de un tiempo, una pareja de estos dragones adornarían el escudo de armas real de Portugal.
Otras teorías, alejadas del origen lusitano, sugieren que hizo aparición durante la Edad Media como parte del culto a San Jorge, santo patrón de Portugal y de algunas regiones de Extremadura, como la ciudad de Cáceres. Así, cuentan las crónicas de la época que los caballeros bajo las órdenes del general Nuno Álvares Pereira portaban un pendón con el dragón verde para celebrar la batalla de Aljubarrota en 1385 (ocasionada en el campo de San Jorge), tal vez incluso guardando alguna relación el icono con los arqueros galeses que los acompañaban.